# 茨城県の灯台一覧
茨城県の灯台一覧（いばらきけんのとうだいいちらん）は、茨城県にある灯台及び、照射灯、標灯、等の光波標識をまとめた一覧である。

## 灯台
- 磯埼灯台 茨城県ひたちなか市（磯埼）
- 鹿嶋灯台 茨城県鹿嶋市（奥野谷三角点の北北西方約12キロメートル）
- 川尻灯台 茨城県日立市（川尻埼）
- 大津岬灯台 茨城県北茨城市（大津岬）
- 日立灯台 茨城県日立市（古坊地鼻）

## 防波堤灯台
- 鹿島港北防波堤灯台 茨城県鹿島港（北防波堤外端）
- 鹿島港南防波堤灯台 茨城県鹿島港（南防波堤外端）
- 大洗港南防波堤灯台 茨城県大洗港（南防波堤外端）
- 那珂湊港外東防波堤灯台 茨城県那珂湊港（外東防波堤南端）
- 那珂湊港南防波堤灯台 茨城県那珂湊港（南防波堤外端）
- 那珂湊港東防波堤灯台 茨城県那珂湊港（東防波堤外端）
- 那珂湊港内防波堤灯台 茨城県那珂湊港（内防波堤外端）
- 那珂湊港平磯東防波堤灯台 茨城県ひたちなか市（那珂湊港平磯東防波堤外端）
- 常陸磯崎港北防波堤灯台 茨城県磯崎港（北防波堤外端）
- 常陸那珂港北防波堤灯台 茨城県常陸那珂港（北防波堤外端）
- 東海日本原子力発電北防波堤灯台 茨城県那珂郡東海村（日本原子力発電北防波堤外端）
- 日立港東防波堤灯台 茨城県日立港（東防波堤外端）
- 日立港南防波堤灯台 茨城県日立港（南防波堤外端）
- 日立港北防波堤灯台 茨城県日立港（北防波堤外端）
- 河原子港東防波堤灯台 茨城県日立市（河原子港東防波堤外端）
- 会瀬港防波堤灯台 茨城県会瀬港（防波堤外端）
- 常陸川尻港南防波堤灯台 茨城県日立市（川尻港南防波堤外端）
- 大津港南防波堤A灯台 茨城県大津港（南防波堤（A）外端）
- 大津港南防波堤灯台 茨城県大津港（南防波堤外端）
- 平潟港南防波堤灯台 茨城県平潟港（南防波堤北端）
- 平潟港勿来沖防波堤灯台 茨城県平潟港（勿来沖防波堤外端）

## 指向灯
- 鹿島港指向灯 茨城県鹿嶋市

## 導灯
- 鹿島港導灯（前灯） 茨城県神栖市（鹿島港北防波堤灯台の南方約1.6キロメートル）
- 鹿島港導灯（後灯） 茨城県神栖市（前灯の南方約200メートル）

## 灯浮標
- 磯埼北方動燃放出口A灯浮標 磯埼灯台（茨城県ひたちなか市）の北北東方約8.0キロメートル
- 磯埼北方動燃放出口B灯浮標 磯埼灯台（茨城県ひたちなか市）の北北東方約8.0キロメートル
- 磯埼北方動燃放出口C灯浮標 磯埼灯台（茨城県ひたちなか市）の北北東方約8.1キロメートル
- 磯埼北方動燃放出口D灯浮標 磯埼灯台（茨城県ひたちなか市）の北北東方約8.1キロメートル
- 鹿島港第1号仮設灯浮標 茨城県鹿島港（鹿島港北防波堤灯台の北北東方約3.5キロメートル）
- 鹿島港第2号灯浮標 茨城県鹿島港（鹿島港北防波堤灯台の北方約3.8キロメートル）
- 鹿島港第4号仮設灯浮標 茨城県鹿島港（鹿島港北防波堤灯台の北方約2.4キロメートル）
- 鹿島港第6号灯浮標 茨城県鹿島港（鹿島港北防波堤灯台の南南東方約160メートル）
- 鹿島港第8号仮設灯浮標 茨城県鹿島港（鹿島港北防波堤灯台の南南西方約1.1キロメートル）
- 常陸那珂港第1号仮設灯浮標 茨城県常陸那珂港内（磯埼灯台の北東方約1.4キロメートル）
- 常陸那珂港第1号灯浮標 茨城県常陸那珂港（磯埼灯台の東南東方約1.5キロメートル）
- 常陸那珂港第2号仮設灯浮標 茨城県常陸那珂港内（磯埼灯台の北東方約1.8キロメートル）
- 常陸那珂港第2号灯浮標 茨城県常陸那珂港（磯埼灯台の東方約2.0キロメートル）
- 常陸那珂港第3号仮設灯浮標 茨城県常陸那珂港内（磯埼灯台の北方約2.5キロメートル）
- 常陸那珂港第3号灯浮標 茨城県常陸那珂港（磯埼灯台の北東方約1.4キロメートル）
- 常陸那珂港第4号仮設灯浮標 茨城県常陸那珂港内（磯埼灯台の北北東方約2.8キロメートル）
- 常陸那珂港第4号灯浮標 茨城県常陸那珂港（磯埼灯台の北東方約1.8キロメートル）
- 常陸那珂港第5号灯浮標 茨城県常陸那珂港（磯埼灯台の北方約2.5キロメートル）
- 常陸那珂港第6号灯浮標 茨城県常陸那珂港（磯埼灯台の北北東方約2.8キロメートル）
- 常陸那珂港北方海洋放出管口A灯浮標 磯埼灯台（茨城県ひたちなか市）の北北東方約8.0キロメートル
- 常陸那珂港北方海洋放出管口B灯浮標 磯埼灯台（茨城県ひたちなか市）の北北東方約8.0キロメートル
- 常陸那珂港北方海洋放出管口C灯浮標 磯埼灯台（茨城県ひたちなか市）の北北東方約8.1キロメートル
- 常陸那珂港北方海洋放出管口D灯浮標 磯埼灯台（茨城県ひたちなか市）の北北東方約8.1キロメートル
- 日立港第2号灯浮標 茨城県日立港（日立港東防波堤灯台の西南西方約42メートル）
- 日立港第3号灯浮標 茨城県日立港（日立港南防波堤灯台の東方約55メートル）
- 日立港第4号灯浮標 茨城県日立港（日立港東防波堤灯台の北西方約640メートル）
- 日立港第6号灯浮標 茨城県日立港（日立港東防波堤灯台の北北西方約1.2キロメートル）

## その他
- 磯埼無線方位信号所 茨城県ひたちなか市（磯埼）
- 鹿島液化ガス共同備蓄基地シーバース灯 茨城県鹿島港（鹿島港北防波堤灯台の南方約1.4キロメートル）